# Baromètre mondial de l'espoir économique
Pour les articles homonymes, voir page d'homonymie : Baromètre (homonymie).
Le Baromètre mondial de l'espoir économique est établi et publié par l'Institut Gallup International. 

## Modalités d'établissement
Il résulte d'enquêtes menées auprès d'échantillons représentatifs de la population de chaque pays (entre 500 et 2700 personnes par échantillon) et réalisées en face-à-face, par téléphone ou via internet. 

## Résultats 2011
(publiés dans les Journaux «Le Parisien»  et «la Croix» )

L'Enquête définit un « indice d'espoir économique » mesurant le solde entre optimistes et pessimistes;

D'une manière générale, les pays émergents affichent un réel optimisme alors que l'Europe a une vision sombre de l'avenir.

### Synthèse par continents
Du point de vue économique, l'Asie et l'Afrique se rangent parmi les optimistes tandis que l'Europe et l'Amérique du Nord sont pessimistes.

### Les dix pays les plus optimistes
Le Nigéria, Le Vietnam, le Ghana, l'Ouzbékistan, le Soudan du Sud, la Tunisie, le Cameroun, l'Azerbaïdjan, la Colombie, l'Irak

### Les dix pays les plus pessimistes
La France, L'Irlande, L'Autriche, la Belgique, la Bosnie-Herzégovine, la Serbie, l'Ukraine, l'Espagne, l'Allemagne, Hong Kong.